# Luhivka, Tokmak
Luhivka (în ucraineană Лугівка, în germană Fürstenau) este un sat în comuna Ostrîkivka din raionul Tokmak, regiunea Zaporijjea, Ucraina. Satul a fost locuit de germanii pontici.   

## Demografie
Componența lingvistică a localității Luhivka
     Ucraineană (91,75%)
     Rusă (7,9%)
     Alte limbi (0,35%)
Conform recensământului din 2001, majoritatea populației localității Luhivka era vorbitoare de ucraineană (91,75%), existând în minoritate și vorbitori de rusă (7,9%).